# NGC 7542
NGC 7542 ist eine Galaxie vom Hubble-Typ S im Sternbild Pegasus. Sie ist schätzungsweise 536 Millionen Lichtjahre von der Milchstraße entfernt.
Das Objekt wurde am 5. Oktober 1864 von Albert Marth entdeckt.